# Olivier De Cock
Olivier De Cock (Eeklo, 9 november 1975) is een voormalig Belgisch voetballer. Hij begon zijn loopbaan bij Club Brugge, waar hij de jeugdreeksen doorliep. In 1995 stroomde hij door naar het eerste elftal en hij bleef tot 2007 voor Club Brugge spelen. De Cock speelde doorgaans als rechtsback.

## Clubcarrière

### Club Brugge
Brugs jeugdproduct De Cock maakte zijn officiële debuut voor Club Brugge op 29 november 1996, in de competitie tegen AA Gent (1–3 voor Club). Het was echter pas na het vertrek van Éric Deflandre naar Olympique Lyon (zomer 2000) dat hij een plaats in de basiself kon claimen op zijn geliefkoosde positie van rechtsachter. Tijdens het seizoen 1999–2000 werd De Cock met name rechts op het middenveld geposteerd (meestal) — nadien gebeurde dit enkel nog bij schorsing of blessure van een ploegmaat . Hij heeft in mindere mate als linksmidden gediend in het laatste seizoen van Éric Deflandre en Vital Borkelmans. De Cock werd een belangrijke speler in volgende jaren en scoorde geregeld met een hard afstandsschot. Geregeld speelde hij 'tegen zijn voet' als linksachter.
In zijn beginperiode waren Hugo Broos en Eric Gerets (1995–1997, 1997–1999) zijn oefenmeesters bij Club Brugge. Daarna volgden René Verheyen (1999–2000) en uiteindelijk de Noor Trond Sollied (2000–2005). De Cock, roepnaam Cockie, vormde als rechtervleugelverdediger samen met Birger Maertens, Philippe Clement en Peter Van der Heyden een Vlaamse defensie (2000–2005); gloriejaren met twee titels en twee bekers. Onder zijn beste periode bij Brugge mag worden begrepen 2000–2003, waarin De Cock het leeuwendeel van de wedstrijden met inzet afwerkte. Door schorsing of blessures speelde jeugdspeler Hans Cornelis af en toe in de plaats van De Cock, bijvoorbeeld de gewonnen bekerfinale in 2002 tegen Excelsior Moeskroen (blessure De Cock). Zijn grootste triomf met Club Brugge was de overwinning op het veld van AC Milan in de UEFA Champions League, op 22 oktober 2003. Club Brugge won met 0–1 in San Siro. In de week die hier op volgde overleed zijn vader. Dus speelde De Cock niet mee in de (beruchte) met 4–2 verloren uitwedstrijd tegen Heusden-Zolder.
Dat seizoen eindigde voor De Cock op sportief gebied niet te best, hoewel Club Brugge onder Sollied eindelijk nog eens Europees had weten te overwinteren en in de UEFA Cup door Bordeaux werd uitgeschakeld in de 1/8ste finales. In de competitie liep het voor geen meter, in tegenstelling tot Europees. Club Brugge bleef wel heel erg lang op de sukkel in de competitie. Pas in de terugronde was het voetbal weer beter, maar blauw-zwart werd tweede achter rivaal Anderlecht en De Cock viel zelf uit met een (slepende) enkelblessure. De Cock depanneerde verscheidene malen op het middenveld voor Gaëtan Englebert, die zowat de helft van het seizoen out was met een knieblessure. In de UEFA Cup had volgens de buitenwereld meer succes behaald kunnen worden. De Cock en ploegmaats kenden een opvallend hobbelig parcours in de competitie, maar toch bereikten ze nog de bekerfinale. Een geheel toevallige trend zette zich voort: De Cock miste wederom de finale, die met 4–2 werd gewonnen tegen KSK Beveren. Cornelis miste die trouwens ook; Maertens speelde als rechtsachter bij hun afwezigheid.
De Cock begon het kampioenenjaar 2004–2005 niet als vaste kracht. Door blessures verloor hij op termijn zijn plaats aan Hans Cornelis, die een topseizoen beleefde. Voor De Cock restten daardoor de kruimels. De Cock miste opnieuw de Belgische bekerfinale, die Club weliswaar verloor tegen Germinal Beerschot. De Cock was out met een achillespeesblessure. In de zomer van 2004 schoor De Cock zijn hoofd kaal, iets wat hem vervolgens typeerde bij Club Brugge.
Na veel blessureleed onder trainer Jan Ceulemans en het aantrekken van Brian Priske, slaagde hij er in 2006 en 2007 onder trainers Emilio Ferrera en Čedomir Janevski niet meer in om een basisstek te veroveren bij Club Brugge en speelde enkel nog wedstrijden bij de B-ploeg.

### Latere carrière
In augustus 2007 werd de blessuregevoelige De Cock door Club Brugge uiteindelijk voor één jaar verhuurd aan Fortuna Düsseldorf, uit de Duitse Regionalliga Nord. Op 4 juli 2008 werd zijn contract bij Club Brugge, dat nog een jaar liep, verbroken. Hij tekende dan een contract bij Rot-Weiß Oberhausen. Vanaf 23 februari 2010 speelde hij tot het einde van het seizoen bij tweedeklasser KV Oostende. In het seizoen 2010-2011 speelde hij bij KSV Roeselare. Na dat seizoen beëindigde hij zijn carrière als profvoetballer.
Daarna ging De Cock op amateurbasis spelen bij SVV Damme.

## Interlandcarrière
Olivier De Cock verzamelde 11 caps voor de Belgische nationale ploeg. Zijn eerste wedstrijd voor de Rode Duivels speelde hij op 12 oktober 2002 tegen Andorra (0-1 winst).

## Na het voetbal
Na zijn profcarrière ging De Cock werken in een immobiliënkantoor in Damme.
Bij de Belgische gemeenteraadsverkiezingen van 2012 kwam hij op voor de Open Vlaamse Liberalen en Democraten van Brugge op de 33ste plaats. Hij werd niet verkozen.
Op 9 januari 2018 ging hij opnieuw aan de slag bij KSV Roeselare, als teammanager.

## Statistieken
| seizoen | club                | land      | competitie         | wed. | goals |
| ------- | ------------------- | --------- | ------------------ | ---- | ----- |
| 1995/96 | Club Brugge         | België    | Jupiler League     | 0    | 0     |
| 1996/97 | Club Brugge         | België    | Jupiler League     | 12   | 2     |
| 1997/98 | Club Brugge         | België    | Jupiler League     | 9    | 0     |
| 1998/99 | Club Brugge         | België    | Jupiler League     | 15   | 1     |
| 1999/00 | Club Brugge         | België    | Jupiler League     | 23   | 3     |
| 2000/01 | Club Brugge         | België    | Jupiler League     | 33   | 0     |
| 2001/02 | Club Brugge         | België    | Jupiler League     | 28   | 0     |
| 2002/03 | Club Brugge         | België    | Jupiler League     | 31   | 4     |
| 2003/04 | Club Brugge         | België    | Jupiler League     | 22   | 1     |
| 2004/05 | Club Brugge         | België    | Jupiler League     | 14   | 0     |
| 2005/06 | Club Brugge         | België    | Jupiler League     | 20   | 0     |
| 2006/07 | Club Brugge         | België    | Jupiler League     | 2    | 0     |
| 2007/08 | Fortuna Düsseldorf  | Duitsland | Regionalliga Nord  | 18   | 0     |
| 2008/09 | Rot-Weiß Oberhausen | Duitsland | 2.Bundesliga       | 4    | 0     |
| 2010    | KV Oostende         | België    | Tweede Klasse      | 9    | 2     |
| 2010/11 | KSV Roeselare       | België    | Tweede Klasse      | 17   | 0     |
| 2011/12 | SVV Damme           | België    | Eerste Provinciale | 24   | 3     |